# Phare du Pilier-de-Pierre
Le phare du Pilier-de-Pierre est une station d'aide à la navigation situé sur le Pilier de Pierre, un ilot rocheux du Saint-Laurent en face de Saint-Jean-Port-Joli, au Québec (Canada). Il s'agit de l'un des plus anciens phares de l'estuaire du Saint-Laurent avec les phares de l'île Verte et de l'île Bicquette. Il a été reconnu édifice fédéral du patrimoine en 1988 et classé en 2013. C'est un phare patrimonial  depuis le 16 avril 2015.

## Histoire
Le phare a été construit en 1843 par la Maison Trinité de Québec et fait partie, avec les phares de l'île Verte et de l'île Bicquette des premiers du chenal Sud du fleuve Saint-Laurent, alors la route maritime la plus importante de l'estuaire. Il a été construit à partir de blocs de pierre calcaire de l'Écosse taillé par des prisonniers. Il a été construit par l'entrepreneur montréalais Joseph Andrew au coût de 4042 livres selon les plans de l'ingénieur civil montréalais Charles Atherton.
La phare a subi peu de modifications depuis sa construction. La lanterne a été remplacée en 1914 et les murs intérieurs ont été renforcés par du béton. Le dernier gardien, Antonio Bourgault, quitte le phare en 1960. Il est aujourd'hui exploité de façon automatique par la Garde côtière canadienne et il sert toujours d'aide à la navigation.
La Corporation des Amis du Port-Joli est propriétaire du phare depuis le 17 novembre 2015.
Le phare est cité comme immeuble patrimonial par la municipalité de Saint-Jean-Port-Joli le 7 août 2014. Le 16 juin 2022, il est classé comme immeuble patrimonial par le ministre de la Culture et des Communications.